# Роланд Столц
Франк Роланд „Роле” Столц (швед. Frank Roland "Rolle" Stoltz; Стокхолм, 1. август 1931 − Стокхолм, 19. фебруар 2001) био је шведски хокејаш на леду који је током каријере играо на позицијама одбрамбеног играча. Троструки је шведски олимпијац, добитник признања Guldpucken за најбољег шведског играча за сезону 1958/59. и члан Хокејашке куће славних ИИХФ-а од 1999. године. 
Читаву играчку каријеру (1955−1970) провео је играјући у шведској лиги за екипу Јургордена са којом је освојио чак шест титула националног првака (у сезонама 1957/58, 1958/59, 1959/60, 1960/61, 1961/62. и 1962/63), а пет сезона је окончао на списку са идеалном поставом првенства. Његов дрес са бројем #2 који је носио играјући за Јургорден повучен је из употребе у том клубу. У националним првенствима одиграо је 242 утакмице, уз учинак од 68 голова и 75 асистенција.	 
Био је стандардни члан репрезентације Шведске са којом је наступио на трима узастопним олимпијским играма − ЗОИ 1960, ЗОИ 1964. и ЗОИ 1968, а највећи успех остварио је на играма у Инзбруку на којима је шведски тим освојио сребрну олимпијску медаљу. Наступио је и на шест светских првенстава на којима је освојио по две златне (СП 1957. и СП 1962), сребрне и бронзане медаље. На светским првенствима и олимпијским играма одиграо је 27 утакмице уз учинак од једног постигнутог гола. 
По окончању играчке каријере радио је као спортски коментатор за Шведску националну телевизију.